# リューバ (マンモス)

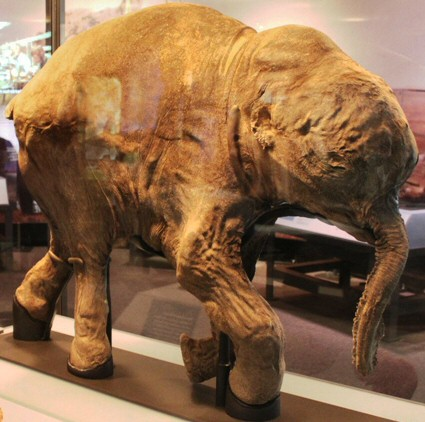
フィールド自然史博物館で展示中のリューバ、2010年5月

リューバ（Lyuba、露: Люба）は、2007年に発見されたメスのケナガマンモス（Mammuthus primigenius）である。約40,000年前に推定生後1ヶ月で死亡したこの幼いマンモスは、シベリアの永久凍土の中から良好な状態で発見された。

## 経緯
2007年5月に、西シベリア地方に住むネネツ人で、トナカイの飼育と猟師を生業にしているユーリ・フディ（Yuri Khudi）という男性が、ロシアの北極圏に属するヤマル半島で幼いマンモスの死体を発見した。この幼いマンモスは、発見者の妻の名にちなんで「リューバ」と呼ばれるようになった。リューバの体長は114センチメートル、体重は50キロ、体高は85センチメートルで、大型の犬とほぼ同じ大きさであった。
リューバは保存状態が非常に良く、眼と胴体は全部残っており、身体には毛の一部が残存していた。但し、尾だけは欠損していた。リューバはCTスキャン検査を含む詳細な調査を受けるために、日本の慈恵医科大学に搬送された。 
リューバは自分の属するマンモスの群れと一緒に川を渡っていた際に、深い泥濘に足をとられて溺れ、泥を吸い込んだために窒息したものと推定された。この泥状の物質の働きは、リューバを窒息させると同時に、ほぼ新鮮な状態で保存することになった。リューバの皮膚と内臓器官は完全に残り、調査に当たった科学者たちは胃の内部からリューバが飲んでいた母乳成分を分析することもできた。腸の内容物からは、リューバは現在生息している種類の象の若い個体と同様に、食べた植物の消化を助ける正常な腸内細菌を育てるために成熟した象の糞便を摂取していたことも判明した。 
以前に発見されていたマンモスの標本で、リューバほど完全に保存されていたものはなく、ほとんどは餓死や飢餓などの不健康な状態だった。リューバは絵に描いたように健康なマンモスで、皮膚や内臓器官は健全な状態に保たれていた。リューバの歯をさらに調査すれば、更新世の末（約10,000年前）にマンモス類を含む氷期に生息していた哺乳類が大量に絶滅した事態（第四紀の大量絶滅）の原因の手がかりにつながる見込みがあるとされる。リューバは現時点で判明している中で一番保存状態のいいマンモスの標本であり、以前に知られていた「ディーマ」（Dima）という幼いオスのマンモスの標本を大きく凌駕している。
リューバの死体は、凍結した状態で河床にぐったりと横たわった姿で発見された。これは、恐らくリューバの死体が封じ込められていた永久凍土の塊が融解して崖から落ち、増水した川の上流から流されてきたためと推定されている。リューバのDNAは良好に保存されていたので、マンモスのクローン技術での復活の期待が持たれた。DNAが示すところによれば、リューバは、もともとシベリアに生息していたマンモスが死に絶えたか、生息地から追いやられた後に、ベーリング地峡を経由してアラスカからシベリアに再移動してきたマンモスの子孫であると考えられている。証拠にはリューバに残存していた乳歯と小臼歯の断面が含まれている。
なお、リューバは2008年1月2日から2月3日の間、東京駅近くの丸ビルに設けられた特設会場で展示されていた。